# Владіслав Левицький
Владіслав Левицький (справжнє ім'я Василь Левицький; 18 квітня 1985, Львів — 2 липня 2015, Золочів) — український співак.

## Біографія
Свій музичний талант Владислав проявляв із раннього віку — з 6-річного віку виступав на сцені. Закінчив музичну школу за класом фортепіано, де пройшов 7-річний курс навчання за три роки.
З 1996 по 2001 рік Владислав Левицький був солістом ансамблю «Дивоцвіт», брав участь в різних дитячих концертах, конкурсах і фестивалях не лише в Україні, але й у Німеччині, Данії, Польщі, Італії, Франції, Швейцарії, Білорусі, Росії і Угорщині.
У віці 16 років Левицький став студентом Львівського музичного училища імені С. Людкевича і навчався відразу як вокаліст і диригент. У 2004 році продовжив навчання у Львівському інституті економіки й туризму. Ректор інституту Ігор Бочан був покровителем  співака, закриваючи очі на всі його прогули взамін за виступи перед студентами ВУЗу.
Василя запросили як соліста у новостворену музичну групу «Контакт». Але невдовзі група розпалася.
У рамках всеукраїнського туру «LG караоке» Левицький перемагає у Львові, а пізніше і Києві, де у фіналі змагались претенденти зі всієї України.
У 2006 році Левицький виграє музичний поєдинок у телешоу Ігоря Кондратюка «Караоке на майдані» і стає фіналістом сьомого сезону популярного телепроєкту «Шанс», де програє у фіналі. Після участі в проєкті Василь Левицький міняє своє сценічне ім'я на Владіслав (Vladislav) Левицький (псевдонім був придуманий у співавторстві з фронтменом групи «Скрябін» — Андрієм «Кузьмою» Кузьменком). У подальшому виконавець продовжує працювати з продюсером — Ігорем Таланом, який супроводжував участі Левицького в мюзиклі «Па» Олени Коляденко.
Влітку 2008 року Владіслав став володарем III премії Міжнародного фестивалю мистецтв «Слов'янський базар» у Вітебську. Став лауреатом конкурсу «Нова хвиля 2009» в Юрмалі.
У 2010 році Владіслав Левицький став фіналістом Національного відбору «Євробачення-2010». В наступному році він повторив свій успіх, ставши фіналістом Національного відбору «Євробачення-2011».
В 2011 році бере участь у шоу Філіпа Кіркорова «ШОУ № 1» (телеканал «Інтер») у складі групи «Привиди опери», де стає капітаном команди. Група займає лише друге місце.
Крім того, Владіслав працював не лише як сольний виконавець, але й як учасник і фронтмен своєї ж групи, а також співпрацює з проєктом Bald Bros, який творить танцювальну музику (композиції проєкту стабільно займають перші місця в європейських чартах).
У 2012 році Владіслав запускає проєкт балканської музики, для якого знімає відео «Думаю», «Ірка».
У 2014 закінчує запис україно-балканського альбому і зняв кліп на пісню «Тільки чекай».
2 липня 2015 року автомобіль співака потрапив в аварію — лобове зіткнення з вантажівкою, внаслідок якого Левицький загинув.

### Загибель
2 липня 2015 року близько 22:30 на автодорозі «Львів—Тернопіль» біля села Велика Вільшаниця в Золочівському районі сталося зіткнення автомобіля Toyota Corolla з вантажівкою MAN. За підтвердженими даними, водій вантажівки заснув за кермом та виїхав на зустрічну смугу. Внаслідок ДТП загинув водій легкової машини співак Владіслав Левицький. Крім співака, у машині перебувала його рідна 33-річна сестра Наталя Крохмальська з семирічною донькою, які також померли від отриманих травм.

## Пісні
V. Левицький
- МОРЕ ЗАЙВИХ СЛІВ;
- LOVE;
- ТАК ТЕБЕ ЛЮБИВ;
- СКАЖИ МНЕ ДА;
- ЛЕТИ ОДНА;
- СОКОЛЯТА;
- ДУМАЮ (New Project);
- ЗАБРАЛА;
- КОХАННЯ Є;
- ГРА;
- ДАВАЙ, ДАВАЙ!;
- МИР БЕЗ ЛЮБВИ;
- ЧАО БАМБІНО.

Балканський проєкт PAPRIKA Orchestra
Про колектив

PAPRIKA / PAPRIKA Orchestra — Проект балкано-української музики співака Владіслава Левицького, який був створений у 2012 році та активно гастролював на теренах України до 2015 року.
Ідея проекту прийшла на думку барабанщику та аранжувальнику Роману Микульському, який співпрацював з Владіславом. Експерименти не заставили на себе довго чекати.
Вже у 2012 році виходить перший балканський трек під назвою «Думаю», від тоді й починається пошук музикантів-однодумців. Спершу колектив складався з чотирьох учасників: Вокал (Владіслав Левицький), бек-вокал (Надєжда Гриник), гітара (Мар'ян Козовий) та ударні інструменти (Роман Микульський). Виконували як старий репертуар Левицького так і нові пісні, вже на балканські мотиви. В подальшому Владіслав побажав збільшити колектив та зробити повноцінний бенд — «PAPRIKA Orchestra», до нього приєдналися інші музиканти:
- -Акордеон (Роман Капранов)
- -Бас гітара (Федюков Віталій)
- -Духова секція (Вовк Роман, Кушнір Тарас, Ігор Ломага)

З 2013 року колектив починає активно виступати як на великій сцені так і на приватних вечірках, корпоративах. За період існування Владіслав & PAPRIKA Orchestra встигли записати 6 студійних пісень на балканські мотиви, серед яких найпопулярніші: «Ірка», «Думаю», «Давай миритися», «Ой, мамо», «Шеф», «Сама», а також презентували демо-альбом. Загалом в балканському репертуарі було близько 12 пісень.
У 2015 році у звязку зі смертю співака, «PAPRIKA Orchestra» завершила своє існування, давши разом з українськими зірками «Концерт пам'яті Владіслава Левицького» у Театрі Опери та Балету ім. Соломії Крушельницької у Львові.
Учасники гурту :
- Владіслав Левицький — вокал
- Роман Микульський — ударні
- Надія Гриник — бек-вокал
- Федюков Віталій — бас гітара
- Роман Капранов — акордеон
- Вовк Роман, Кушнір Тарас, Ігор Ломага — духові

Проєкт Levie
- Я ТАК МРІЮ (remix);
- LOVE IN RED LIGHT;
- PERFECT TIMES;
- MAKE ME FEEL
- LEVIE.

## Досягнення
- 2006 — Переможець телешоу «Караоке на Майдані»
- 2006 — Фіналіст телепроєкту «Шанс»
- 2008 — володар III премії Міжнародного фестивалю мистецтв «Слов'янський базар» у Вітебську
- 2008 — лауреат конкурсу «Нова хвиля» в Юрмалі
- 2009 — отримав звання «Найкращий співак Львова»
- 2010 — другий рік підряд визнається найкращим співаком Львова
- 2010 — Фіналіст національного відбору «Євробачення — 2010»
- 2011 — Фіналіст національного відбору «Євробачення — 2011»
- 2013 — Переможець міжнародного конкурсу «Мейкін Азія», Киргизстан.